# San Cesario di Lecce
San Cesario di Lecce är en ort och kommun i provinsen Lecce i regionen Apulien i Italien. Kommunen hade 8 169 invånare (2017).